# Conifericoccus invaginatus
Conifericoccus invaginatus är en insektsart som beskrevs av Brimblecombe 1960. Conifericoccus invaginatus ingår i släktet Conifericoccus och familjen pärlsköldlöss. Inga underarter finns listade i Catalogue of Life.